# Cyrtolabulus reichli
Cyrtolabulus reichli är en stekelart som beskrevs av Gusenleitner 1998. Cyrtolabulus reichli ingår i släktet Cyrtolabulus och familjen Eumenidae. Inga underarter finns listade i Catalogue of Life.